# Danzando sul cristallo
Danzando sul cristallo (Las niñas de cristal) è un film del 2022 diretto da Jota Linares.

## Trama
Dopo che la prima ballerina del National Classical Ballet si è tragicamente suicidata, Irene viene selezionata per prendere il suo posto nella più grande produzione della compagnia: il balletto Giselle. Ora, essendo il bersaglio di tutte le gelosie e le crudeltà delle sue compagne, Irene trova un'amica nella nuova ballerina Aurora, una giovane donna sola e dominata da sua madre. Isolate e pressate dal sacrificio di avere successo nella danza, il rapporto tra Irene e Aurora diventa sempre più stretto, oltre che ossessivo.

## Distribuzione
Il film è stato distribuito sulla piattaforma Netflix a partire dall'8 aprile 2022.